# Girolamo Amati (écrivain)
Pour les articles homonymes, voir Girolamo Amati et Amati.
Girolamo Amati (Savignano sul Rubicone, 13 juin 1768 - Rome, 15 avril 1834) est un écrivain italien.

## Biographie
Frère de Basilio Amati est actif entre 1804 et 1834 comme écrivain grec au Vatican et entre 1820 et 1831 il collabore avec le Giornale Arcadico di scienze, lettere e arti.

## Source
- (it) Cet article est partiellement ou en totalité issu de l’article de Wikipédia en italien intitulé « Girolamo Amati (scrittore) » (voir la liste des auteurs).
- Notices d'autorité :   - VIAF
  - ISNI
  - BnF (données)
  - IdRef
  - LCCN
  - GND
  - Italie
  - Pays-Bas
  - NUKAT
  - Vatican
  - WorldCat